# Anderi
Anderi ou Andheri (em marata: अंधेरी; em hindi: अंधेरी é um bairro suburbano da cidade indiana de Bombaim, situado na parte ocidental da cidade, na ilha de Salsete. É uma área residencial e comercial, com cerca de um milhão e meio de habitantes, o que faz dela o maior subúrbio de Bombaim.
Um dos marcos de Anderi é o monte Gilbert, um grande bloco de basalto com 60 metros de altura, no cimo do qual há dois templos hindus, um deles dedicado à deusa Durga. Em meados do século XX havia muitos estúdios de cinema em Anderi, os quais foram depois transferidos para Goregaon. A estação ferroviária de Anderi, parte do Mumbai Suburban Railway é uma das mais movimentadas da Índia — em 2014 servia 604 000 passageiros diariamente. O aeroporto Chhatrapati Shivaji, o mais movimentado da Índia, situa-se igualmente em Anderi.